# Wasserstelz (Adelsgeschlecht)

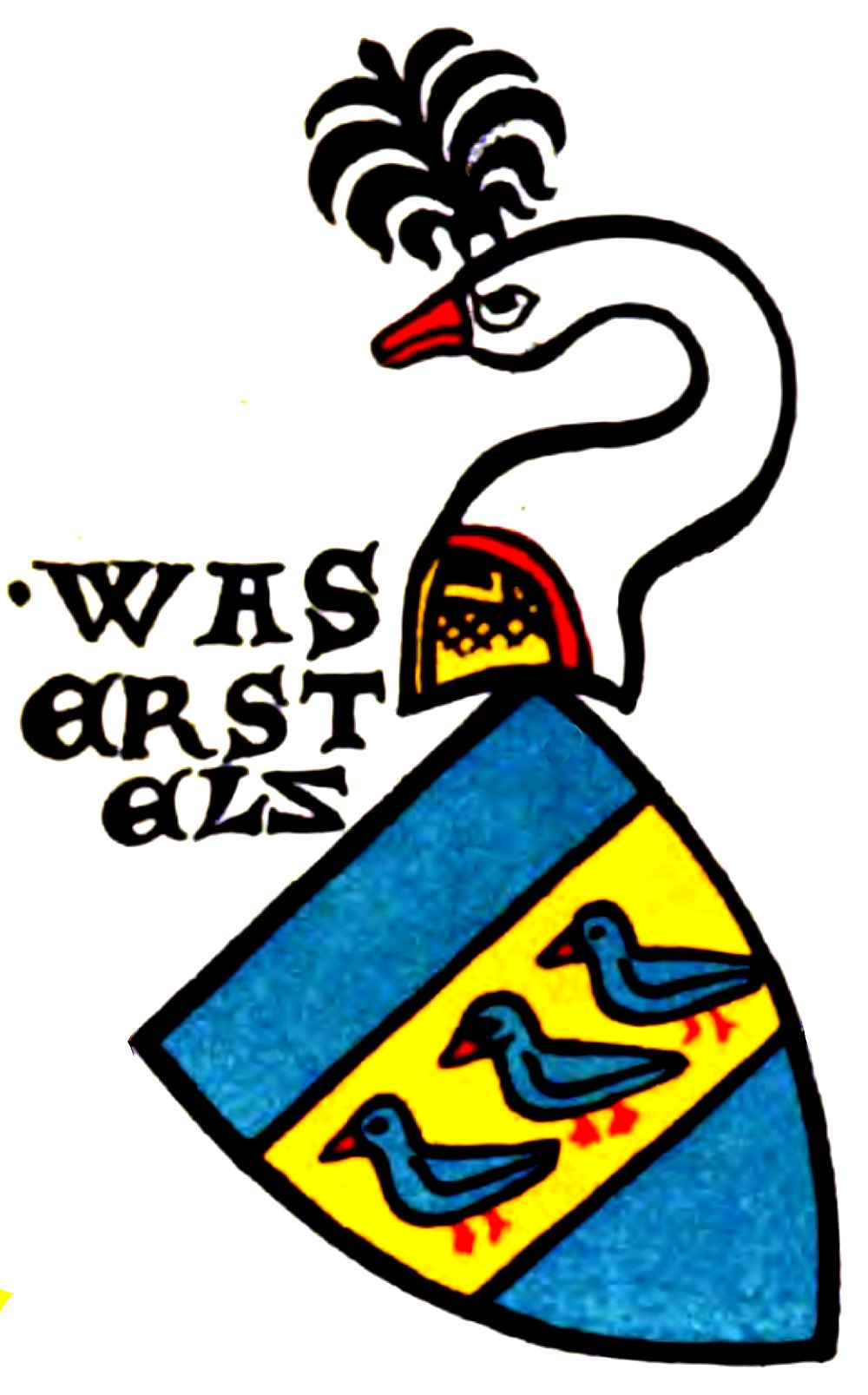
Wappen der Herren von Wasserstelz

Die Herren von Wasserstelz waren ein Ministerialengeschlecht des Klosters Reichenau, das erstmals 1174 urkundlich nachgewiesen ist. Die Familie ist 1319 im männlichen Stamm erloschen.

## Geschichte
1174 wurden die Herren von Wasserstelz als Besitzer der Burgen Burg Weißwasserstelz und Burg Schwarzwasserstelz genannt. Sie erbauten auch die Burg Rotwasserstelz gegenüber Kaiserstuhl AG. Ein größerer Landverkauf ist in Riehen im Jahre 1239 belegt. Mit dem Tod von Rudolf von Wasserstelz stirbt das Geschlecht 1319 im Mannesstamm aus. 1330 verkauft Margarete von Wasserstelz die Burg Weißwasserstelz an Lütold von Krenkingen.

## Wappen
In Blau goldener Querbalken belegt mit drei rot bewehrten, blauen Bachstelzen.

## Die Heggenzer von Wasserstelz
1451 kam die Burg Weißwasserstelz als reichenauisches Lehen an Hans Heggenzi. Später nannte sich das Schaffhauser Patriziergeschlecht Heggenzer mit dem Zusatz von Wasserstelz. Das Geschlecht der Heggenzer von Wasserstelz ist aber nicht verwandt mit den Herren von Wasserstelz.